# Delpsee
Delpsee eller Delpssee är en sjö i Österrike.   Den ligger i förbundslandet Tyrolen, i den västra delen av landet, 400 km väster om huvudstaden Wien. Delpsee ligger 1 594 meter över havet.
Sjön ligger nära bergstoppen Baumgartenjoch.